# 杨忠武祠
杨忠武祠，位于山西省忻州市代县枣林镇鹿蹄涧村，是中华人民共和国山西省文物保护单位之一。
杨忠武祠一般指杨家祠堂，为纪念北宋抗辽将领杨业而修。杨业与其子杨延昭、孙杨文广三代并称“杨家将”。
1996年1月12日，授予山西省文物保护单位，是一座古建筑及历史纪念建筑物。